# Bezzia ammossovi
Bezzia ammossovi är en tvåvingeart som beskrevs av Remm 1974. Bezzia ammossovi ingår i släktet Bezzia och familjen svidknott. Inga underarter finns listade i Catalogue of Life.